# N-type-calciumkanaal

Overzicht van een chemische synaps

Het N-type-calciumkanaal is een subtype van de voltage-gereguleerde calciumkanalen. De letter N staat voor neuraal; de N-kanalen komen vooral voor in het zenuwstelsel. Ze bevinden zich in het axon, dicht bij een (chemische) synaps, en laten daar calciumionen van buiten de cel naar binnen. Het signaal om te openen is de actiepotentiaal, die zich langs elektrische weg van het soma over het axon verspreidt. Door het openen van de calciumkanalen aan het eind van het axon treedt exocytose van neurotransmitters op in de synaps, waardoor het postsynaptisch membraan van de dendriet aan de andere kant van de synaps geactiveerd of geïnhibeerd kan worden. Vandaar gaat de eventuele activatie weer als actiepotentiaal verder naar het soma van de cel.
De α1-subunit, het centrale onderdeel van het N-kanaal, wordt bij de mens gecodeerd door het CACNA1B-gen.